# Бейлик

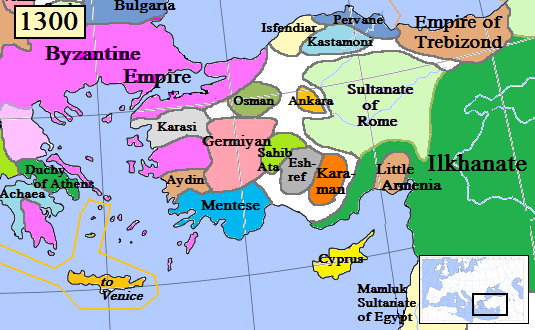
Турецькі бейства Анатолії бл. 1300.

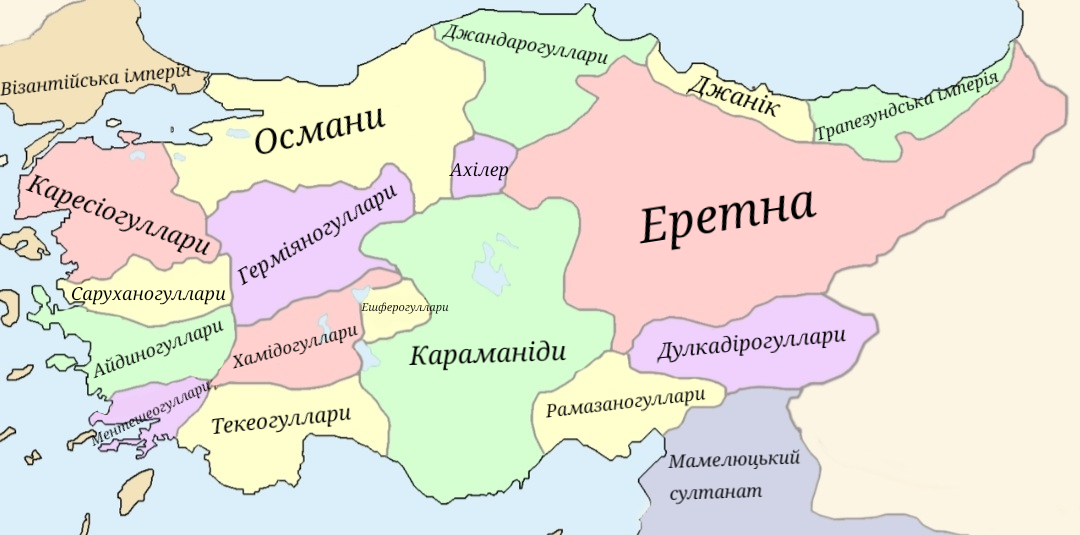
Турецькі бейлики в XIV столітті.

Бе́йлик, або бейство (крим. beylik, осман. بكلك, тур. beylik; [bejlic]) — в тюркській традиції округ чи країна на чолі з беєм (князем). Аналог князівства у європейській традиції, або емірату — в арабській. Існували в XI — XVIII століттях на Близькому Сході, в Середній Азії, Закавказзі, Північній Африці, Кримському ханстві. В Османській імперії — адміністративний округ, керований беєм.

## Кримське ханство
Система поділу Кримського ханства на бейства була успадкована від Золотої Орди. Частина бейств була утворена шляхом захоплення земель родовими військовими загонами в XIII столітті, до встановлення влади династії Ґиреїв, частина з'явилась як пожалування ханів. Після утворення Кримського ханства беї стали васалами хана. У спеціальному привілеї хана фіксувалися права бейського роду на землю, його імунітети та васальні повинності. За умови припинення бейської династії чи зради бея бейство могло перейти до хана. Частина земель бейства входила до домену бейського роду, частина виділялася в умовне землеволодіння за військову службу бейським васалам — мурзам. Населення окремого бейства складало окремі підрозділи ополчень і регулярної армії. Бейство мало часткову автономію в адміністративних, судових та фінансових справах.
Ханство поділялося на наступні бейства:
- кримськотатарських родів

1. Ширін — найбільший; займав територію півночі та сходу Криму — від м. Ор-Капи (зараз Армянськ) на півночі, міста Карасубазар (нині Білогірськ) на заході і до міста Боспор (нині Керч) на сході, з адміністративним центром у місті Солхат (нині Старий Крим). Центральним органом управління бейлику Ширін був диван.
2. Барин — в північному Криму між містами Ак-Шейх (нині смт Роздольне) та м. Айбар (нині с. Войкове Первомайського району).
3. Аргин — обіймав частину південного Криму від м. Кафа (нині Феодосія) до м. Солдайя (нині Судак).
4. Яшлав (Сулеш) — займав частину південно-західного Криму між річками Кача та Альма.
5. Седжет;

- ногайського роду

1. Мансур (Мангит) — з'явився в XVII столітті і охоплював західний Крим від міста Саки до міста Ак-Мечеть (нині смт Чорноморське), з центром в останньому.

- половецького роду

1. Кипчак.